# Orhonski napisi
Orhonski napisi ali Kul Tiginovi steli (poenostavljeno kitajsko: 阙特勤碑; tradicionalno kitajsko: 闕特勤碑; pinjin: Čuè tèkín bēj) sta dve spominski steli, ki so ju postavili Gokturki v zgodnjem 8. stoletju v dolini reke Orhon v današnji Mongoliji v čast dvema turškima princema, Kul Tiginu in njegovemu bratu Bilge kaganu. Napisi so pisani v staroturški pisavi. 
Besedila v kitajščini in stari turščini opisujejo legendarni izvor Turkov, zlato dobo njihove zgodovine, njihovo podjarmljenje pod dinastijo Tang in njihovo osvoboditev pod Ilteriš kaganom.

## Odkritje in prevod
Steli je leta 1889 odkrila ekspedicija Nikolaja Jadrinceva, najdbo pa je objavil Vasilij Radlov. Besedilo je dešifriral danski filolog Vilhelm Thomsen leta 1893. Vilhelm Thomsen je prvi prevod besedila objavil v francoščini leta 1899. Leta 1922 je objavil bolj popoln prevod in razlago v danščini.. 

### Dolina Orhona
Dolina Orhona je pokrajina v zgornjem porečju Zahodnega Orhona v bližini jezera Ögii v Mongoliji. Dolina je oddaljena približno sedemdeset kilometrov od samostana Erdene Zuu in približno štirideset kilometrov od Ordu-Balika.

### Pomembnost
Pred dešifriranjem Orhonskih napisov je bilo o turški pisavi zelo malo znanega. V tej pisavi so zapisani najstarejši ohranjeni  napisi v turškem jeziku. Pred Orhonskimi so bili odkriti tudi drugi napisi, vendar ne tako popolni. Thomsenovo dešifriranje je bilo velika odskočna deska za razumevanju stare turške pisave in v veliki meri podlaga za prevajanje drugih turških spisov. Orhonska abeceda naj bi bila izpeljana ali navdihnjena iz nekurzivne različice sogdijske pisave.

## Zgodovinsko okolje
Steli so postavili Gokturki v zgodnjem 8. stoletju v spomin na Bilge kagana (683–734) in njegovega brata, generala Kul Tigina (684–731). Oba ta bila sinova Ilteriš kagana iz Drugega turškega kaganata. Kaganat je bil pomembna gokturška država v obdobju dinastije Tang.
Gokturki so pustili svoje sledi po vsej svoji domeni od Mandžurije do Črnega morja, spomenike kaganom in drugim aristokratom pa so do zdaj našli samo v Mongoliji. Orhonska spomenika sta kamnita stebra, ki sta prvotno stala na izklesanih kamnitih želvah  v obzidanih ogradah. Na Bilge kaganovi steli sta vklesana kozorog, simbol gokturških kaganov, in zvit zmaj. V obeh ogradah so bili najdeni dokazi o oltarjih in kipih človeških parov, morda kaganovega častnika in njegove soproge. 
Steli je dal postaviti Bilge kaganov nečak Jolig Tigin. Napisi so skupaj s Tonjukuškimi napisi najstarejši znani zapisi v turškem jeziku in jasno kažejo na svet pomen regije, kar dokazuje izjava:  
"Če ostaneš v deželi Otuken in od tam pošlješ karavane, ne boš imel težav. Če ostaneš v gorah Otuken, boš živeti večno in gospodoval nad plemeni!".

## Vsebina napisov
Obe steli sta popisani ne vseh štirih straneh. Nekaj napisov se ni ohranilo ali so nečitljivi. Sledi povzetek najpopolnejšega dela napisov.  Prevod besedil kaže, da se besedilo s prve stele nadaljuje na drugi.  
Zdi se, da v prvem delu besedila  Bilge kagan med drugim opisuje obseg kaganata. Odlomek besedila se glasi: 
"Na vzhodu sem opravil pohode do nižine Šantung in skoraj dosegel morje. Na jugu sem opravil pohode do Tokuz-Ersina in skoraj dosegel Tibet. Na zahodu sem opravil pohode čez Jenči-Iigiz (Biserna reka) do Timir-Kapiga (Železna vrata). Na severu sem opravil pohode do dežele Jer-Bajirkujev. V vse te dežele sem vodil [Turke]. Gozd gore Otikin nima [tujega] vladarja. Gozd gore Otikin je kraj, kjer se kraljestvo stika."
Napisi poudarjajo tudi Bilge kaganove dosežke pri združevanju svojega ljudstva. Odlomek besedila se glasi: 
"Po nebeški volji in ker sem [je] bil zelo vreden, je to povzročilo, da sem umirajoče ljudi vrnil v življenje; golim ljudem sem našel obleko, revne ljudi sem obogatil, iz pičlih plemen sem naredil številna. ... Druge, ki so imeli kraljestvo in kagana, sem postavil še višje. Vsa ljudstva na štirih koncih sveta sem pripeljal k ohranjanju miru in koncu sovražnosti; vsi so me ubogali in mi služili."
Preostali napisi so razdrobljeni, vendar se zdi, da podrobno opisujejo osvajanja Kirgizov in Tunguzov, Kul Tiginovo smrt v bitki ter na koncu prenos oblasti z Bilge kagana na njegovega sina. V napisih je omenjena tudi Bilge kaganova mati Elbilga hatun.
Sledi odlomek besedila iz zadnjega poglavja:

### Odnosi s Kitajci
Napisi kažejo mešane poglede na vpliv kitajske dinastije Tang. Po eni strani se zdi, da so Turki prezirali Kitajce. Zdi se tudi, da je Bilge kagan želel svoje ljudstvo ločiti od Kitajcev, da bi ostalo močna neodvisna družba. Bilge kagan v napisu graja Turke, ki so prišli pod vpliv kitajske kulture in prevzeli kitajski način življenja. Eden od odlomkov besedila se glasi:
"Zaradi pomanjkanja harmonije med begi in ljudstvom ter zaradi zvitosti in spretnosti kitajskega ljudstva in njegovih spletk in ker so se mlajši in starejši bratje odločili obrniti drug proti drugemu in vnašati razdor med bege in ljudstvo, so razpustili staro kraljestvo turškega ljudstva in prinesli uničenje njegovim zakonitim kaganom. Sinovi plemičev so postali kitajski sužnji, njihove neomadeževane hčere pa kitajske sužnje. Turški begi so se odrekli svojim turškim imenom, nosili kitajska imena kitajskih begov in ubogali kitajskega cesarja in mu služili petdeset let. Zanj so se vojskovali na vzhodu proti sončnemu vzhodu, do Bokli kagana, na zahodu so izvajali pohode do Taimir kapigi; kitajski cesarji so osvojili kraljestva in oblast. Celotno preprosto turško ljudstvo je reklo takole: "Bili smo narod, ki je imel svoje kraljestvo; kje je zdaj moje kraljestvo? Komu bom pridobil kraljestva?", so rekli. Bili smo ljudstvo, ki je imelo svojega kagana; kje je zdaj moj kagan? Kateremu kaganu služim?"
Domnevno zasužnjevanje Turkov ni pripomoglo k ugledu Kitajcev. Zdi se, da je Bilge kagan krivil Kitajce za razpad njegove turške države in da je bil turški pogled na Kitajce negativen.
Orhonski napisi kažejo, da so vojni ujetniki pogosto postali sužnji. Napisi iz obdobja Prvega turškega kaganata kažejo, da sta se za prebivalstvo poraženih političnih entitet pogosto uporabljala izraza  qul - suženj in küng - sužnja ali služkinja.
Besedilo po drugi strani razkriva tudi določeno stopnjo diplomacije s sosednjimi Kitajci: 
"Medtem ko sem vladal, sem se spravil s Kitajci. Kitajci, ki v izobilju dajejo zlato, srebro, proso in svilo, so vedno uporabljali laskave besede in imeli na razpolago uničujoče bogastvo. S svojim prisrčnim govorjenjem in neizmernim bogastvom so na svojo stran pritegnili daleč živeča ljudstva. Toda potem, ko smo se naselili blizu njih, smo uvideli njihovo zvijačnost."
Bilge kagan omenja tudi najemanje kitajskih umetnikov: 
"Od kitajskega cesarja so k meni prišli umetniki in sem jih dal delati. Moja prošnja ni bila zavrnjena. Poslali so dvorne slikarje kitajskega cesarja. Naročil sem jim, da postavijo posebno dvorano, znotraj in zunaj pa sem jim naročil naslikati različne slike. Dal sem vklesati v kamen, kar mi je ležalo v srcu, da bi povedal. Razumem, da vidim vse to do sonc in predmetov Desetih puščic. Dal sem vklesati spominski kamen."
Da bi se že tako zmedeneni pogledi na Kitajce še bolj zapletli, napisi vsebujejo kitajski prevod turškega besedila, ki dokazuje, da je Bilge kagan kulturno komuniciral z dinastijo Tang.

## Vira
- Report of the 28th Session of the World Heritage Committee.
- Sören Stark. Die Alttürkenzeit in Mittel- und Zentralasien. Archäologische und historische Studien. Nomaden und Seshafte, Band 6. Reichert: Wiesbanden 2008, str. 76–78, plošče 5-7.